# Атаскоса (окръг, Тексас)
Окръг Атаскоса (на английски: Atascosa County) е окръг в щата Тексас, Съединени американски щати. Площта му е 3201 km², а населението - 38 628 души (2000). Административен център е град Джърдънтън.